# Rosovice
Rosovice é uma comuna checa localizada na região da Boêmia Central, distrito de Příbram.